# Televiziunea Națională Bulgară

Prima siglă a BNT, folosită în perioada 1959–2008

A doua siglă a BNT, folosită în perioada 2008-2018

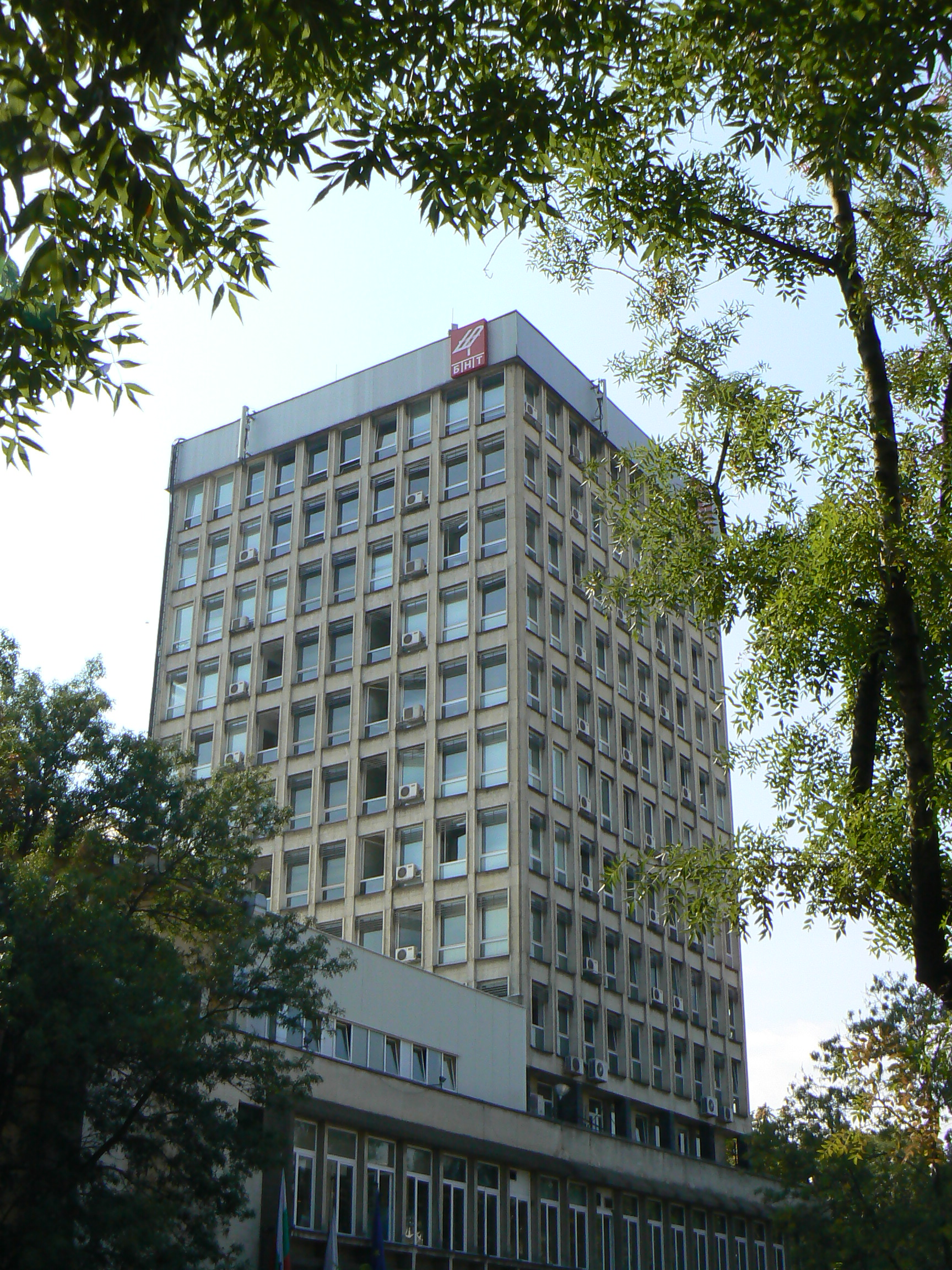
Clădirea Televiziunii Naționale Bulgare în 2009

Televiziunea Națională Bulgară (în bulgară Българска национална телевизия, transliterat: Bălgarska naționalna televizia) sau BNT (БНТ) este televiziunea publică a Bulgariei. Compania a fost fondată în 1959 și a început să difuzeze pe data de 26 decembrie a aceluiași an. A început să difuzeze în culori în 1970. Sediul BNT se află în Sofia, Bulgaria, într-o clădire situată la adresa Str. Sfântul Ștefan nr. 29. 
Prima emisiune în direct a BNT a fost parada cu ocazia aniversării Revoluției din Octombrie. BNT este finanțată din fonduri guvernamentale (aproximativ 60%), restul provenind din reclame de televiziune. Ea difuzează două canale de televiziune: BNT 1 și BNT 4 internațional, un canal care vizează doar difuzarea producției TV bulgare. Un alt canal, Efir 2, a existat între 1974 și 2000 și a fost ulterior înlocuit de un canal bTV cu capital privat. Canalul a fost relansat în octombrie 2011 ca BNT 2.
BNT operează patru centre regionale de radiodifuziune, cu sediile în Blagoevgrad (Programul Pirin), Varna (program More), Plovdiv (programul Plovdiv) și Ruse (programul Sever). Au fost fuzionate pentru a crea canalul BNT 2 în octombrie 2011. 
După ce Bulgaria a început transmisia oficială digitală-terestră DVB-T la 1 martie 2013, BNT a avut propriul multiplex, disponibil la nivel național și operat de First Digital Ltd. Multiplexul include BNT 1 și BNT 2. Primul nou canal care va fi inclus în multiplex este noul canal HDTV BNT 3.

## Istorie
Prima emisiune a primei televiziuni bulgare a fost în 1959. Arhiva avea înregistrări video, fotografii și filme care erau destinate publicului la sfârșitul anilor 1950 și începutul anilor 1960. Din 1964, în televiziune au fost făcute primele jurnale despre filme și au fost transmise primele emisiuni de știri. 
Din 1975 au fost realizate primele programe video în formatul de 2 inch. În 1977 a fost creat un fond despre emisia și filmele din program. În 1983 au fost făcute înregistrări pe bandă de un inch. Sfârșitul erei de 2 inch a fost în 1984. 
Anul 1991 a fost foarte important pentru Televiziunea Națională Bulgară. Toate înregistrările au început să fie înregistrate pe calculator și digitalizate pentru o calitate mai bună, disponibilă într-o varietate de alte formate. În 1992, a fost creat un fond de aur despre toate arhivele, cu 2.000 de fotografii și 33.000 de obiecte de informare. 

## Administrare
- Director General - Viara Ankova
- Membri - Boyko Stankushev, Atanas Katsarșev
- Director de program BNT 1 - Sevda Șișmanova
- Director adjunct BNT 2 și BNT World - Ekaterina Genova

## Canale
Televiziunea Națională Bulgară transmite în prezent un program de 24 de ore cu acoperire națională - canalul BNT 1, un program cu un accent cultural -canalul BNT 2, un program care transmite mai ales sport și divertisment - canalul BNT 3 și un program pentru bulgarii din străinătate - canalul BNT 4.

BNT 1 (БНТ 1)
BNT 2 (БНТ 2)
BNT 3 (БНТ 3)
BNT 4 (БНТ 4)

## Vezi și
- Noapte bună, copii, emisiune de desene animate, transmisă din 1960
- Uniunea Europeană de Radio și Televiziune
- Festivalul de Film „Trandafirul de Aur”